# Aiguille de la Varappe
Aiguille de la Varappe är en bergstopp i Schweiz. Den ligger i distriktet Entremont och kantonen  Valais, i den sydvästra delen av landet, 110 km söder om huvudstaden Bern. Toppen på Aiguille de la Varappe är 3 518 meter över havet.